# Alberto Cirio
Alberto Cirio (n. 6 decembrie 1972, Torino, Italia) este un politician italian.